# Chabdiz

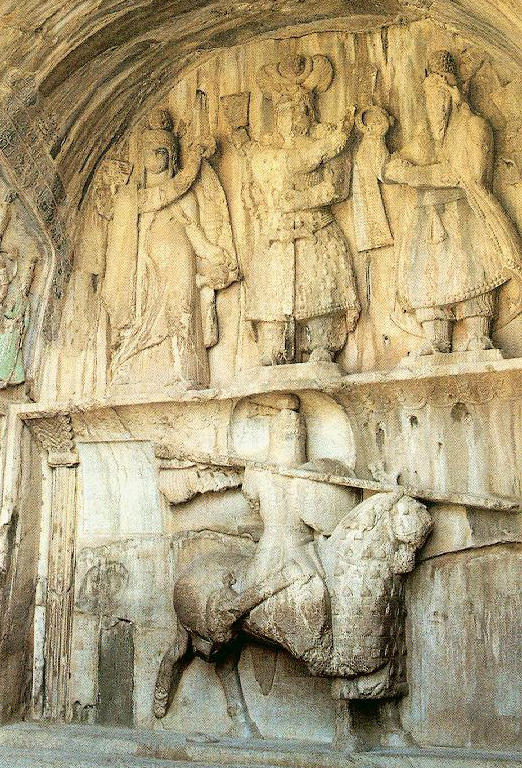
Monument de Khosro II (en grec Chosroès) à Kermanchah, en Iran. Au registre inférieur, il est représenté en cataphractaire monté son cheval Chabdiz.

Chabdiz (en persan : شبديز / Šabdiz) est le cheval préféré de Khosro Parviz, un des plus célèbres rois sassanides (r. 590-628). C'est le musicien Barbad qui, à l'aide d'une chanson — et en risquant sa vie — informa le roi de la mort de Chabdiz.